# Svenskt Travderby 2013
Svenskt Travderby 2013 var den 86:e upplagan av Svenskt Travderby, som gick av stapeln söndagen den 1 september 2013 på Jägersro i Malmö i Skåne län. Uttagningsloppen till finalen ägde rum den 20 augusti 2013 på Jägersro.
Finalen vanns av skrällen Mosaique Face, körd och tränad av Lutfi Kolgjini. På andraplats kom Porthos Amok och på tredjeplats Increased Workload. Loppets förhandsfavorit Quid Pro Quo blev fyra.

## Upplägg och genomförande
I Svenskt Travderby deltar fyraåriga, svenskfödda varmblodiga travhästar. Kvalet till finalen görs drygt en vecka före via sex uttagningslopp, där de tolv travare som kommer på första- respektive andraplats i varje heat går vidare till finalen. Desto bättre placering i uttagningsloppet, desto tidigare får hästens tränare välja startspår inför finalen. Distansen i samtliga lopp är 2 640 meter med autostart. Den vinnande kusken och hästens ägare får traditionsenligt en gul derbykavaj i vinnarcirkeln.

## Finalen
| P | S  | Häst               | Kusk               | Tränare            | Land    | Odds   | Tid    |
| - | -- | ------------------ | ------------------ | ------------------ | ------- | ------ | ------ |
| 1 | 7  | Mosaique Face      | Lutfi Kolgjini     | Lutfi Kolgjini     | Sverige | 16,40  | 1.12,4 |
| 2 | 2  | Porthos Amok       | Björn Goop         | Stefan Melander    | Sverige | 10,30  | 1.12,5 |
| 3 | 4  | Increased Workload | Örjan Kihlström    | Stefan Melander    | Sverige | 6,50   | 1.12,6 |
| 4 | 5  | Quid Pro Quo       | Erik Adielsson     | Svante Båth        | Sverige | 3,90   | 1.12,7 |
| 5 | 3  | Molle C.D.         | Daniel Redén       | Daniel Redén       | Sverige | 4,70   | 1.13,0 |
| 6 | 11 | Standout           | Ulf Ohlsson        | Stefan Melander    | Sverige | 9,20   | 1.13,1 |
| 7 | 10 | Mellby Apollo      | Per Lennartsson    | Per Lennartsson    | Sverige | 59,70  | 1.13,1 |
| 8 | 12 | Harvey Tornado     | Thomas Uhrberg     | Per Lennartsson    | Sverige | 108,20 | 1.13,9 |
| 9 | 6  | Offshore Man       | Torbjörn Jansson   | Ulrika Wällstedt   | Sverige | 77,20  | 1.15,5 |
| d | 8  | Perfect Power      | Peter Untersteiner | Peter Untersteiner | Sverige | 37,80  | 5ag    |
| d | 9  | Viking America     | Jorma Kontio       | Lutfi Kolgjini     | Sverige | 12,40  | 9ag    |
| d | 1  | El Mago Pellini    | Johnny Takter      | Lutfi Kolgjini     | Sverige | 4,40   | 12ag   |